# Гуриель, Степан Христофорович
Князь Степан Христофорович (Кайхосрович) Гуриель (Гуриели) (1730—1812) — генерал-майор, участник Кавказских походов и русско-турецких войн.
Родился в 1730 году. Сын гурийского князя Кайхосро III, выехавшего в 1724 году в Россию вместе с царём Вахтангом VI. Внук царя Имеретии Мамии Гуриели.
В военную службу вступил в 1754 году в армейскую кавалерию и в 1757 году получил первый офицерский чин. Принимал участие в русско-турецкой войне 1768—1774 годов, по окончании которой находился на Кубани и в Грузии и неоднократно принимал участие в походах против горцев. За отличие в 1777 году произведён в секунд-майоры и в 1786 году — в премьер-майоры.
В 1787—1792 годах Гуриель вновь сражался с турками. 26 ноября 1787 года награждён орденом св. Георгия 4-й степени за выслугу 25 лет в офицерских чинах (№ 511 по кавалерскому списку Григоровича — Степанова) .
В 1795 году получил чин подполковника, в 1798 году — полковника и в 1799 году — генерал-майора (по другим данным этим званием пожалован в 1800 году при выходе в отставку).
С 9 февраля 1799 года командовал Нижегородским драгунским полком и с 31 января 1800 года — лейб-кирасирским Псковским Её Величества полком.
6 июля 1800 года вышел в отставку. Скончался в 1812 году.
Его сын, Иван (более известен под фамилией Гурьялов), в чине генерал-майора с отличием принимал участие в войнах против Наполеона.